# Ciąża rzekoma
Ciąża rzekoma – rzadkie zaburzenie, podczas którego, mimo braku zapłodnienia, dochodzi do somatycznych zmian w organizmie jak w przypadku ciąży, tj. powiększenie obwodu brzucha oraz piersi, zatrzymania miesiączki, powiększenia macicy.
Podobnym zespołem do ciąży rzekomej jest zespół kuwady, występujący u mężczyzn podczas ciąży ich partnerki, objawiający się występowaniem porannych nudności oraz dolegliwości ze strony brzucha.

## Przyczyny
U kobiet jest jednym z najpoważniejszych zaburzeń psychicznych związanych z bezpłodnością. Zaburzenie to ma podłoże w skupieniu myśli, marzeń i oczekiwań na problem zajścia w ciążę, dochodzi do nadwartościowej relacji problemu ciąży w stosunku do innych sfer życia.
Ciąża rzekoma może być związana z bardzo silnym pragnieniem ciąży lub z obawą przed zajściem w ciążę. Zaburzenie to jest przykładem wpływów psychicznych na funkcje biologiczne kobiety. Stopniowemu narastaniu przekonania o istnieniu ciąży towarzyszą pewne objawy fizjologiczne charakterystyczne dla ciąży, jak np. brak menstruacji, somatyczne zmiany w narządach płciowych i rodnych. Przekonanie to jest odporne na wszelkie perswazje i argumenty przemawiające przeciwko ciąży. Ciąża rzekoma występuje najczęściej u kobiet samotnych lub zamężnych, lecz bezdzietnych, dla których chęć posiadania potomstwa staje się bardzo silnym pragnieniem, często stymulowanym przez najbliższe otoczenie.
Ponieważ psychoterapia werbalna jest w tym przypadku mało skuteczna, zaleca się farmakologiczne leczenie psychiatryczne, przy ścisłej współpracy psychiatry i ginekologa.
W wielu przypadkach niemoc w poczęciu dziecka stanowi duże obciążenie psychiczne dla kobiety, objawiające się różnymi formami zaburzeń psychicznych: od przejściowych zaburzeń nastroju, najczęściej z odcieniem smutku, przygnębienia, z poczuciem winy lub pokrzywdzenia, przez nerwice, aż do głębokich zaburzeń osobowości.

## Ciąża urojona
Ciąża urojona charakteryzuje się występowaniem urojeń, w których kobieta jest przekonana, że jest w ciąży, jednak w odróżnieniu od ciąży rzekomej nie występują żadne zmiany somatyczne w organizmie, a zaburzenie ma jedynie charakter zaburzeń myślenia.